# Gilda Lousek
Gilda Lousek, née le 9 novembre 1937 à Buenos Aires et morte le 29 octobre 1998 dans la même ville, est une actrice argentine,.

## Filmographie

### Actrice de cinéma
- 1956 : Los tallos amargos (es) de Fernando Ayala : Esther Gasper
- 1958 : Hay que bañar al nene (es) de Edgardo Togni (es) : Laura
- 1958 : Una cita con la vida (es) de Hugo del Carril
- 1959 : He nacido en Buenos Aires (es) de Francisco Mugica
- 1960 : Sábado a la noche, cine (es) de Fernando Ayala
- 1960 : La madrastra (es) de Rodolfo Blasco (es)
- 1960 : La Procession (La procesión) de Francis Lauric
- 1961 : Mi Buenos Aires querido (es) de Francisco Mugica
- 1961 : Buenas noches, mi amor (es) (inachevé) de Román Viñoly Barreto :
- 1963 : Los inconstantes (es) de Rodolfo Kuhn (es)
- 1963 : La murga (es) de René Mugica
- 1963 : Una excursión a los indios ranqueles (es) (inachevé) de Derlis M. Beccaglia (es)
- 1964 : La Revanche d'Ivanhoé (La rivincita di Ivanhoe) de Tanio Boccia : Rowena de Stratford
- 1964 : Mujeres perdidas (es) de Rubén W. Cavallotti (es) : Nélida Rosetti
- 1964 : Canuto Cañete y los 40 ladrones (es) de Leo Fleider (es) : Recién casada
- 1965 : Orden de matar (es) de Román Viñoly Barreto : Mabel
- 1966 : Hotel alojamiento (es) de Fernando Ayala
- 1966 : Vivir es formidable (es) de Leo Fleider (es)
- 1967 : Villa Cariño (es) de Julio Saraceni (es)
- 1967 : El hombre invisible ataca (es) de Martín Rodríguez Mentasti : Novak
- 1967 : El glotón (es) de Julio Saraceni (es)
- 1968 : Lo prohibido está de moda (es) de Fernando Siro : Yolanda
- 1968 : Amor y un poco más (es) de Derlis M. Beccaglia (es)
- 1969 : ¡Qué noche de casamiento! (es) de Julio Porter (es)
- 1969 : Amor libre (es) de Fernando Siro : Julia
- 1972 : Autocine mon amour (es) de Fernando Siro
- 1972 : Piloto de pruebas (es) de Leo Fleider (es)
- 1973 : Hipólito y Evita (es) d'Orestes Trucco
- 1974 : La gran aventura (es) d'Emilio Vieyra : Mónica
- 1977 : Basta de mujeres (es) de Hugo Moser (es)
- 1978 : El divorcio está de moda (de común acuerdo) (es) de Fernando Siro : Laura
- 1984 : Pasajeros de una pesadilla (es) de Fernando Ayala : Irene
- 1990 : Enfermero de día, camarero de noche (es) de Aníbal Di Salvo
- 1992 : Tómame (es) de Emilio Vieyra

### Actrice de télévision

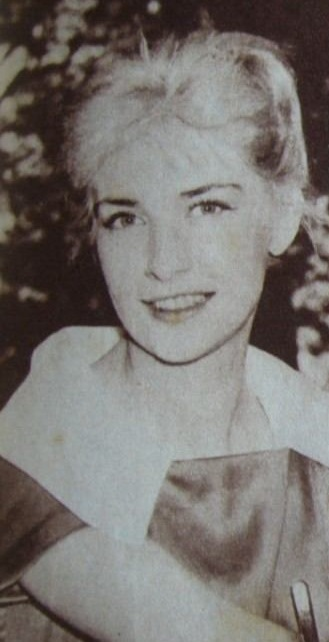
Gilda Lousek en 1958.

- 1959 : Amor en si bemol (série télévisée)
- 1965 : Show Standard Electric (mini-série)
- 1979 : Andrea Celeste (série télévisée) : Gladis
- 1980 : Los hermanos Torterolo (télécomédie) : Greta
- 1980 : Aquí llegan los Manfredi (série télévisée) : Elvira[3]
- 1981 : Ceremonia secreta
- 1981 : Pilar (série télévisée) : Inés Baigorria
- 1983 : Luján (série télévisée) : Gabriela Goldschmidt
- 1984 : Nazarena (série télévisée) : Arminda vda. De Basualdo
- 1985 : Coraje mamá (série télévisée)
- 1986 : La mentira (série télévisée) : Roberta de Fernández-Narváez
- 1986 : Ese hombre prohibido (série télévisée)
- 1987 : Quiero morir mañana (série télévisée)
- 1988 : Pasiones (série télévisée) : Mariana
- 1989 : Rebelde (série télévisée) : Valentina
- 1990 : Amigos son los amigos
- 1990 : Stress : Catalina
- 1991 : Chiquilina mía (série télévisée) : Otilia
- 1992 : Primer amor (série télévisée) : Clara Eugenia